# Óblast autónomo Kabardino-Balkario
El Óblast Autónomo Kabardino-Balkario era un entidad autónoma dentro de la RSFS de Rusia de la Unión Soviética. El óblast se formó en 1921 con el nombre de Óblast Autónomo Kabardino antes de convertirse en el Óblast Autónomo Kabardino-Balkario el 16 de enero de 1922. Desde el 16 de octubre de 1924 perteneció al krai del Cáucaso Norte.
El 5 de diciembre de 1936, fue separado del krai del Cáucaso Norte, y cambió su estatus al de República Autónoma Socialista Soviética de Kabardia-Balkaria.